# الطريق إلى مكة: رحلة محمد أسد
الطريق إلى مكة: رحلة محمد أسد هو فلم وثائقي صدر عام 2008 للمخرج النمساوي جورج ميش. يتتبع الفيلم الوثائقي مسيرة الباحث المسلم والمنظر السياسي محمد أسد، والتي أدت إلى اعتناقه الإسلام.

## الملخص
في أوائل عشرينيات القرن العشرين، سافر ليوبولد فايس، وهو يهودي وُلد في لفيف، إلى الشرق الأوسط. لقد أذهلته مفاهيم الإسلام، فأصبح الإسلام موطنه الروحي الجديد. ترك جذوره اليهودية، واعتنق الإسلام، وغيّر اسمه إلى محمد أسد. كان أحد أهم المسلمين في القرن العشرين، أولًا كمستشار في البلاط الملكي في المملكة العربية السعودية، ثم بعد ذلك قام بترجمة القرآن إلى اللغة الإنجليزية. ولعب الأسد أيضًا دورًا مهمًا في إنشاء باكستان وعمل مبعوثًا لها لدى الأمم المتحدة. ويتبع المخرج خطواته المتلاشية، من الصحراء العربية إلى نقطة الصفر. فيجد رجلًا لا يبحث عن المغامرات بل يريد أن يكون وسيطًا بين الشرق والغرب. ينتهز فلم "الطريق إلى مكة" هذه الفرصة للتعامل مع نقاش حاد أصبح في الوقت الحالي أكثر أهمية.

## الاستقبال
حصل الفيلم الوثائقي على مراجعات إيجابية من العديد من المجلات والصحف مثل مجلة دوكس، وكلين زيوتنغ [الإنجليزية]، ودير ستاندرد. كتبت أليسا سيمون في مجلة فارايتي:
"مفيد... مزيج مدروس بعناية من يوميات الرحلة والسيرة الذاتية... قطعة رائعة من الأنثروبولوجيا، تستحق الإهداء الذي اقتبسته من ترجمة أسد للقرآن الكريم: (قوم يتفكرون)."

## الجوائز
اُختير الفلم الوثائقي من قبل المهرجانات السينمائية التالية، وحصل على عدد قليل من الجوائز:
- 2009 – مهرجان القدس السينمائي[بحاجة لمصدر]
- 2009 – مهرجان دبي السينمائي[بحاجة لمصدر]
- 2008 – مهرجان فيدادوك السينمائي، المغرب (جائزة لجنة التحكيم)[بحاجة لمصدر]
- 2008 – مهرجان دياجونالي للأفلام النمساوية (جائزة أفضل تصوير سينمائي)[بحاجة لمصدر]
- 2008 – مهرجان هوت دوكس الكندي الدولي للأفلام الوثائقية[بحاجة لمصدر]
- 2008 – مهرجان فانكوفر السينمائي الدولي [الإنجليزية] [7]

## طالع أيضًا
- قائمة الأفلام الإسلامية

## روابط خارجية
- الطريق إلى مكة: رحلة محمد أسد  في قاعدة بيانات الأفلام على الإنترنت (بالإنجليزية)
- Aljazeera Feature
- Icarus Films
- Mischief Films presskit نسخة محفوظة 2021-03-09 على موقع واي باك مشين.